# Пјеве ди Коријано
Пјеве ди Коријано (итал. Pieve di Coriano) је насеље у Италији у округу Мантова, региону Ломбардија.
Према процени из 2011. у насељу је живело 895 становника. Насеље се налази на надморској висини од 14 м.

## Становништво
Према резултатима пописа становништва 2011. у општини је живело 1.041 становника.
| 1931. | 1936. | 1951. | 1961. | 1971. | 1981. | 1991. | 2001. | 2011. |
| ----- | ----- | ----- | ----- | ----- | ----- | ----- | ----- | ----- |
| 1.467 | 1.488 | 1.459 | 1.181 | 1.004 | 881   | 823   | 832   | 1.041 |